# Dan-Emil Racoțea
Dan-Emil Racoțea (ur. 21 lipca 1995 w Braszowie) – rumuński piłkarz ręczny, lewy rozgrywający, od 2024 zawodnik Górnik Zabrze.

## Kariera sportowa
Był zawodnikiem CSM Bukareszt, w barwach którego w sezonie 2013/2014 rzucił 96 goli.
W latach 2014–2019 był zawodnikiem Wisły Płock. W sezonach 2014/2015 i 2015/2016 zdobył dla płockiego zespołu 157 bramek w Superlidze oraz 66 goli w Lidze Mistrzów. Od końca września 2016 do połowy lutego 2017 pauzował z powodu kontuzji łydki. Z tego względu w sezonie 2016/2017 rozegrał w Superlidze tylko 17 meczów i rzucił 38 bramek, natomiast w Lidze Mistrzów zanotował pięć występów (bez zdobytego gola). W sezonie 2017/2018 wystąpił w 28 meczach Superligi, w których zdobył 62 gole, zaś w Lidze Mistrzów rozegrał dziewięć spotkań i rzucił 24 bramki. W sezonie 2018/2019 wystąpił w 28 meczach Superligi, w których zdobył 66 goli, zaś w LM rozegrał 14 spotkań i rzucił 27 bramek.
W lipcu 2019 został zawodnikiem francuskiego Chartres, z którym podpisał roczny kontrakt.
W 2012 uczestniczył w mistrzostwach Europy U-18 w Austrii, podczas których zdobył 31 bramek. W 2013 wziął udział w mistrzostwach świata U-19 na Węgrzech, w których rozegrał dziewięć spotkań i rzucił 52 goli, co dało mu 11. miejsce w klasyfikacji najlepszych strzelców turnieju. W 2015 wystąpił w mistrzostwach świata U-21 w Brazylii, w których zdobył 36 goli, będąc jednym z dwóch najskuteczniejszych zawodników swojej reprezentacji.
W reprezentacji Rumunii zadebiutował 29 października 2014 w wygranym meczu z Kosowem (36:24), w którym zdobył trzy bramki. Występował m.in. w spotkaniach kwalifikacyjnych do mistrzostw świata i mistrzostw Europy.

## Statystyki w Wiśle Płock
| Klub                            | Sezon     | Superliga | Superliga | Superliga |    | Puchar Polski | Puchar Polski | Puchar Polski |     | Liga Mistrzów | Liga Mistrzów | Liga Mistrzów |     | Razem | Razem | Razem |
| Klub                            | Sezon     | M         | B         | Śr.       | M  | B             | Śr.           | M             | B   | Śr.           | M             | B             | Śr. |       |       |       |
| ------------------------------- | --------- | --------- | --------- | --------- | -- | ------------- | ------------- | ------------- | --- | ------------- | ------------- | ------------- | --- | ----- | ----- | ----- |
| Wisła Płock                     | 2014/2015 | 30        | 91        | 3         | 5  | 22            | 4,4           | 12            | 24  | 2             | 47            | 137           | 2,9 |       |       |       |
| Wisła Płock                     | 2015/2016 | 27        | 66        | 2,4       | 3  | 7             | 2,2           | 16            | 42  | 2,6           | 46            | 115           | 2,5 |       |       |       |
| Wisła Płock                     | 2016/2017 | 17        | 38        | 2,2       | 3  | 9             | 3             | 5             | 0   | 0             | 25            | 47            | 1,9 |       |       |       |
| Wisła Płock                     | 2017/2018 | 28        | 62        | 2,2       | 3  | 7             | 2,3           | 9             | 24  | 2,7           | 40            | 93            | 2,3 |       |       |       |
| Wisła Płock                     | 2018/2019 | 28        | 66        | 2,4       | 3  | 6             | 2             | 14            | 27  | 1,9           | 45            | 99            | 2,2 |       |       |       |
| Wisła Płock                     | Razem     | 130       | 323       | 2,5       | 17 | 51            | 3             | 56            | 117 | 2,1           | 203           | 491           | 2,4 |       |       |       |
| Stan na koniec sezonu 2018/2019 |           |           |           |           |    |               |               |               |     |               |               |               |     |       |       |       |